# 环市路

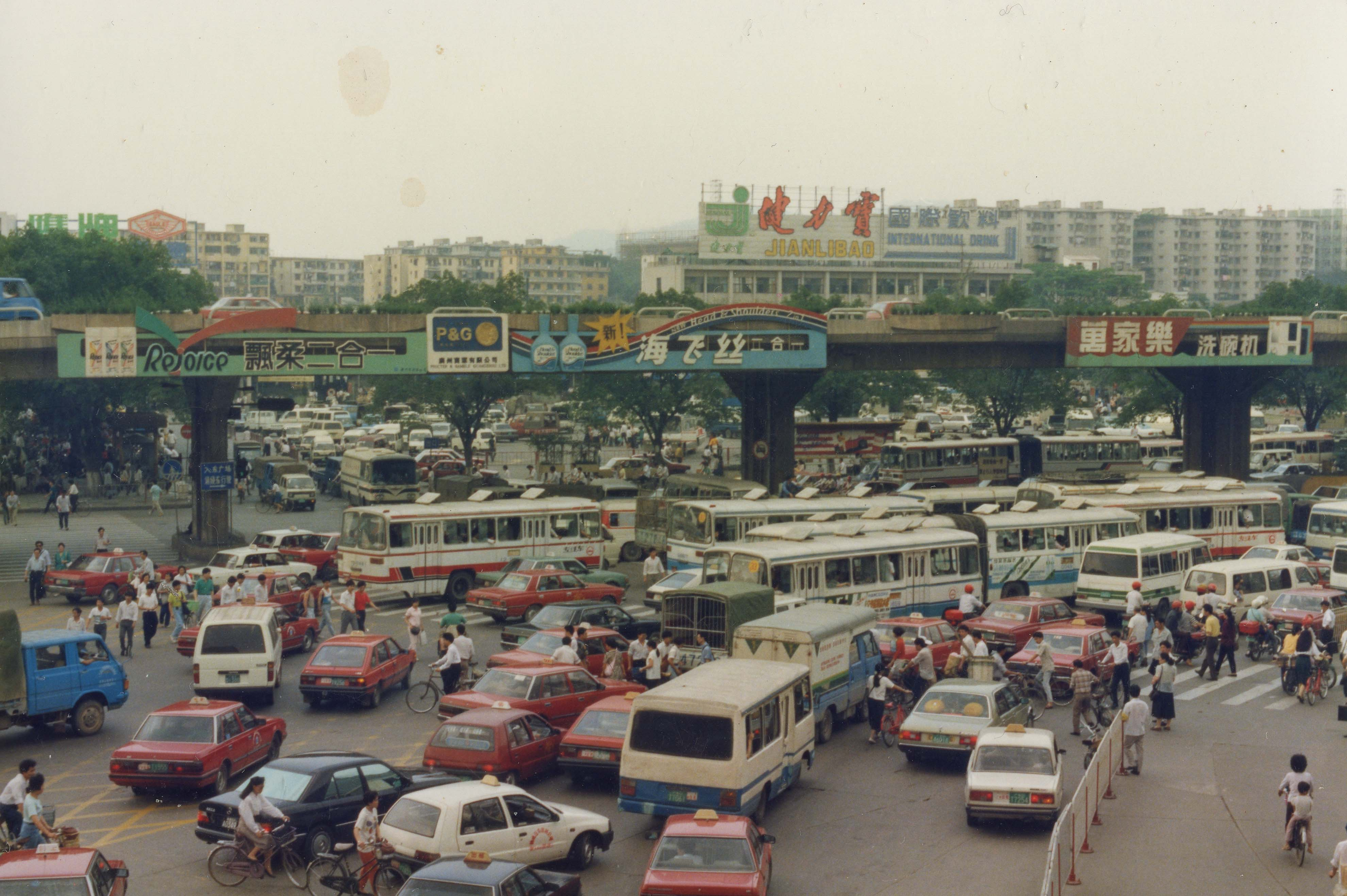
1991年遠眺廣州火車站東廣場，該處為人民北路右轉環市西路交匯處。

环市路是中国广州市中心的主干道，呈东西走向，全长约8.4公里，宽约40米。西起西场立交与南岸路、东风西路及增槎路交汇，东至水荫路、梅花路路口接天河路。全路分西、中、东三段，由水荫路、梅花路路口至麓湖路为环市东路；往西至大北立交为环市中路；再往西为环市西路。沿线有广东省长途汽车客运站、广州火车站、广东电视中心、广州市广播电视台花果山台址、花园酒店、白云宾馆、文化假日酒店、远洋宾馆、友谊商店，还有越秀公园、草暖公园、兰圃公园，是广州市重要的交通、外贸、商业、旅游业中心。
道路设有公交专用道，非公交车辆在公交专用道专用时段（7时至9时及17时至19时）内不得占用公交专用道行驶，车辆临时占道出入或军车、警车、消防车、救护车、工程救险车在执行紧急任务时除外。

## 历史
环市路始建于1931年，是长3公里宽5米的由三元里至登峰的军用道路。1965年，开始修筑至西场的环市西路，环市东路亦进行拓宽改造。70年代开始向东延伸，1978年黑山立交桥建成后，全线贯通。1999年兴建内环路高架，由西场立交往东到小北立交路段上加建高架路，该段路面也相应拓宽。

## 著名地点
- 广州协和学校
- 省汽车客运站
- 广州火车站
- 越秀公园
- 广东广播电视台
- 广州中心皇冠假日酒店（旧称“广东国际大厦”，“63层”）
- 广东实验中学越秀学校
- 花园酒店
- 白云宾馆
- 广州友谊商店
- 广州国际电子大厦
- 广东工业大学

## 与之交汇道路
道路顺序由西往东排列，粗体字为主干道。
- 西场立交：南岸路、东风西路
- 水厂路
- 彭城路
- 西增路
- 西湾路
- 广园西路
- 站南路
- 站前路
- 人民北路
- 解放北路
- 小北路、童心路
- 东濠涌高架路
- 北较场路、麓湖路
- 建设大马路
- 建设六马路
- 区庄立交：先烈路
- 犀牛路
- 农林下路
- 梅东路、内环路
- 梅花路、水荫路、天河路

## 公共交通
- 广州地铁2号线广州火车站
- 广州地铁5号线西场站、西村站、广州火车站、小北站、淘金站、区庄站、动物园站
- 广州地铁6号线区庄站

均在鄰近環市路位置設有出口。